# Zauggenried
Zauggenried (toponimo tedesco) è una frazione di 323 abitanti del comune svizzero di Fraubrunnen, nel Canton Berna (regione di Berna-Altipiano svizzero, circondario di Berna-Altipiano svizzero).

## Storia

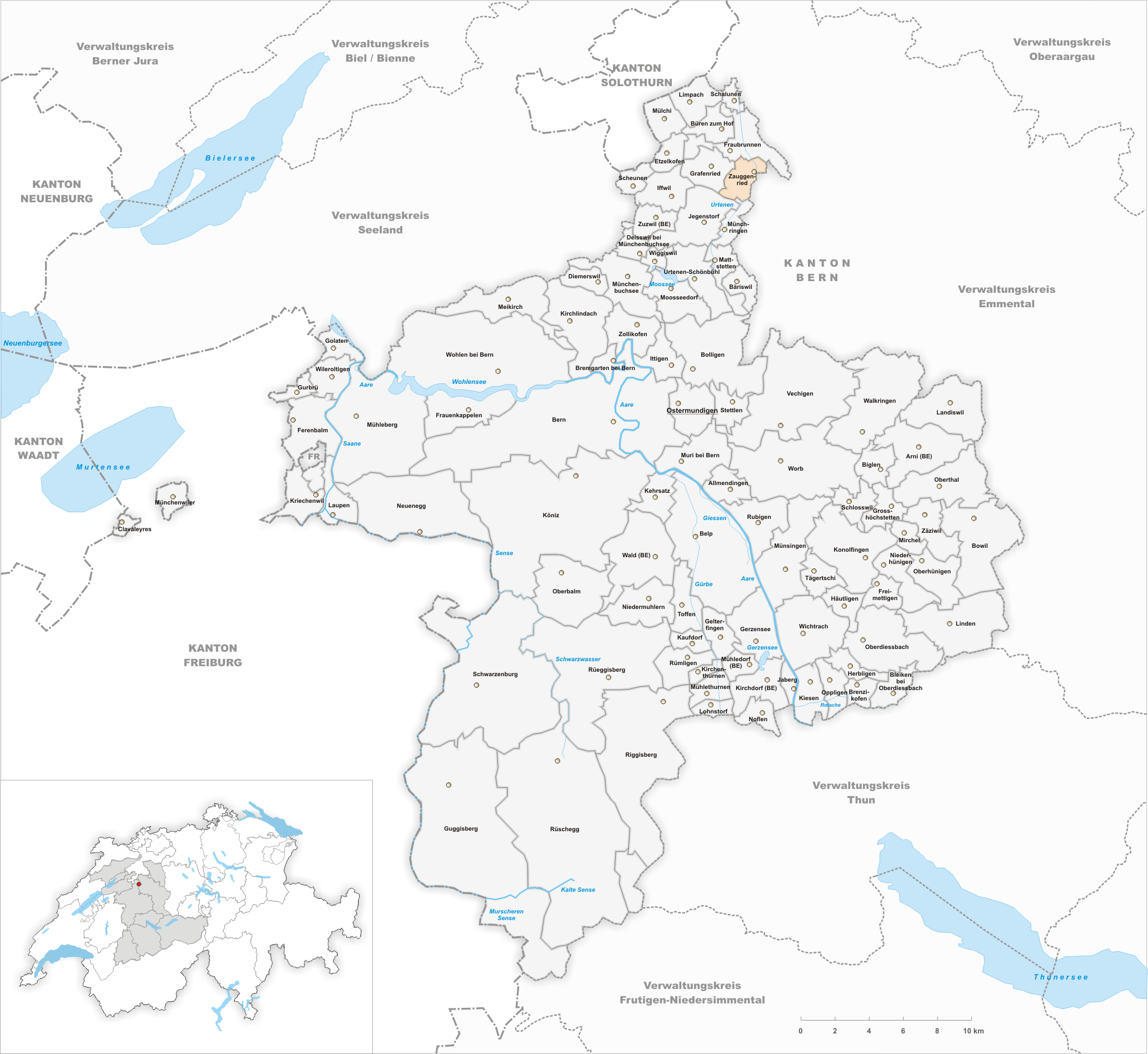
Il territorio del comune di Zauggenried prima degli accorpamenti comunali del 2014

Già comune autonomo che si estendeva per 3,7 km², il 1° gennaio 2014 è stato accorpato a Fraubrunnen assieme agli altri comuni soppressi di Büren zum Hof, Etzelkofen, Grafenried, Limpach, Mülchi e Schalunen.

## Società

### Evoluzione demografica
L'evoluzione demografica è riportata nella seguente tabella:
Abitanti censiti

## Amministrazione
Ogni famiglia originaria del luogo fa parte del cosiddetto comune patriziale e ha la responsabilità della manutenzione di ogni bene ricadente all'interno dei confini del comune.